# Asfeld
Asfeld è un comune francese di 1 057 abitanti situato nel dipartimento delle Ardenne nella regione del Grand Est.

## Società

### Evoluzione demografica
Abitanti censiti